# Elham Hosseini
Pour les articles homonymes, voir Hosseini.
Seyedeh Elham Hosseini (en persan : سیده الهام حسینی), née le 16 novembre 1988, est une haltérophile iranienne.

## Carrière
Elham Hosseini remporte aux Jeux de la solidarité islamique de 2021 à Konya la médaille d'or à l'arraché et la médaille de bronze à l'épaulé-jeté ainsi qu'au total dans la catégorie des moins de 81 kg.
Elle est triple médaillée d'or aux Championnats d'Asie d'haltérophilie 2022 (en) à Manama dans la catégorie des moins de 81 kg,, devenant ainsi la première femme iranienne championne d'Asie d'haltérophilie,.